# Gonogotus areolatus
Gonogotus areolatus is een hooiwagen uit de familie Manaosbiidae.